# 蛇女の脅怖
蛇女の脅怖（へびおんなのきょうふ、en:The Reptile）は、1966年に公開されたホラー映画。
製作ハマー・フィルム・プロダクションズ。監督ジョン・ギリング。出演ノエル・ウィルマン、ジャクリーン・ピアース、レイ・バレット、ジェニファー・ダニエル、マイケル・リッパー。

## キャスト
| 役名             | 俳優                   | 日本語吹替                                |
| 役名             | 俳優                   | NETテレビ版                               |
| ---------------- | ---------------------- | ----------------------------------------- |
| ハリー           | レイ・バレット         | 天田俊明                                  |
| ヴァレリー       | ジェニファー・ダニエル | 池田昌子                                  |
| フランクリン博士 | ノエル・ウィルマン     | 大木民夫                                  |
| トム             | マイケル・リッパー     | 森山周一郎                                |
| アンナ           | ジャクリーン・ピアース | 森ひろ子                                  |
| ピーター         | ジョン・ローリー       | 雨森雅司                                  |
| マレー人         | マーン・メイトランド   | 小林清志                                  |
|                  |                        |                                           |
| 演出             | 演出                   | 高桑慎一郎                                |
| 翻訳             | 翻訳                   | 鈴木導                                    |
| 効果             |                        |                                           |
| 調整             |                        |                                           |
| 制作             | 制作                   | グロービジョン                            |
| 解説             | 解説                   | 増田貴光                                  |
| 初回放送         | 初回放送               | 1970年8月1日 『土曜映画劇場』 21:00-22:26 |